# سیاوش‌کلا
سیاوش‌کلا، روستایی است در ۹۰ کیلومتری جنوب ساری که از توابع بخش چهاردانگه شهرستان ساری می‌باشد.
سیاوش‌کلا و آبادی‌های پیرامون (که جزء دهستان نرم‌آب‌دوسر بوده‌اند) تا چند سال پس از انقلاب ۱۳۵۷ از روستاهای دودانگه شمرده می‌شده‌اند اما بر پایهٔ تقسیمات انجام‌شده، دو دهستان از دهستان‌های بخش دودانگه یعنی نرم‌آب‌دوسر و پشت‌کوه از این بخش جدا و به ترتیب به بخش چهاردانگه و شهرستان مهدی‌شهر استان سمنان پیوست شدند.
راه ارتباطی این روستا در استان مازندران، از جادهٔ ساری-کیاسر و سپس فرعیِ منطقهٔ نرم‌آب‌دوسر و در استان سمنان از طریق شهمیرزاد و فولادمحله و سپس فرعی روستای بالاده می‌باشد.

## جمعیت
این روستا در دهستان چهاردانگه قرار داشته و براساس آخرین سرشماری مرکز آمار ایران که در سال ۱۳۸۵ صورت گرفته، جمعیت آن ۱۰۵نفر (۳۰خانوار) بوده‌است.

## نگارخانه

گندم‌زارهای سیاوش‌کلا در نمائی رو به کوه فینسک
گندم‌زارهای سیاوش‌کلا در فصل بهار
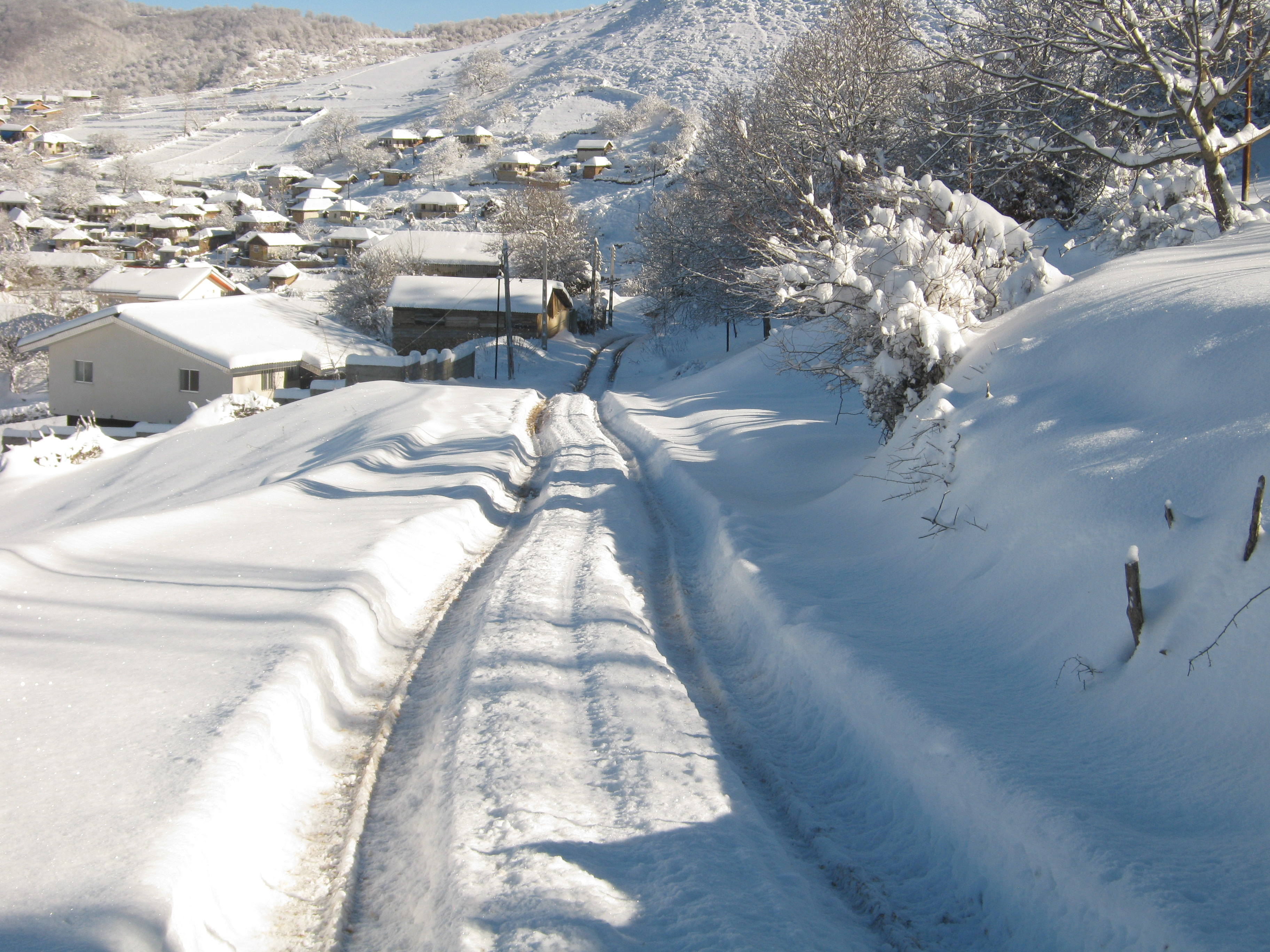
سیاوش‌کلا در صبحی زمستانی